# Martin-chasseur à dos blanc
Todiramphus albonotatus
Espèce
Statut de conservation UICN

 NT  : Quasi menacé
Le Martin-chasseur à dos blanc (Todiramphus albonotatus) est une espèce d'oiseaux de la famille des Alcedinidae.

## Distribution
Cette espèce est endémique de l'île de Nouvelle-Bretagne en Papouasie-Nouvelle-Guinée.